# Ameriška akademija umetnosti in znanosti
Ameriška akademija umetnosti in znanosti (angleško American Academy of Arts and Sciences) s sedežem v mestu Cambridge, Massachusetts, ZDA, je akademska ustanova, katere cilj je »gojiti vsa področja umetnosti in znanosti«. Gre za eno najuglednejših in za Ameriškim filozofskim društvom drugo najstarejše združenje učenjakov v državi. Poleg tega, da deluje kot častno združenje, akademija financira raziskave na področju politologije in družbenih vidikov znanstvenega napredka.
Ustanovila jo je skupina študentov s Harvarda, kot odgovor na Ameriško filozofsko društvo iz Filadelfije. Statut je potrdila zvezna vlada Massachusettsa 4. maja 1780 v Bostonu. Že ob ustanovitvi je pritegnila nekaj vidnih politikov in znanstvenikov; prvi predsednik je postal kasnejši guverner Massachusettsa James Bowdoin, med prvimi izvoljenimi člani pa so bili George Washington, Benjamin Franklin, Thomas Jefferson in John Adams.

## Članstvo in vodstvo
Akademija ima približno 4600 rednih in 600 tujih častnih članov, ki predstavljajo vsa področja znanosti in umetnosti. Skozi zgodovino so jo vodili naslednji predsedniki:
- 1780–1790 James Bowdoin
- 1791–1814 John Adams
- 1814–1820 Edward Augustus Holyoke
- 1820–1829 John Quincy Adams
- 1829–1838 Nathaniel Bowditch
- 1838–1839 James Jackson
- 1839–1846 John Pickering
- 1846–1863 Jacob Bigelow
- 1863–1873 Asa Gray
- 1873–1880 Charles Francis Adams
- 1880–1892 Joseph Lovering
- 1892–1894 Josiah Parsons Cooke
- 1894–1903 Alexander Agassiz
- 1903–1908 William Watson Goodwin
- 1908–1915 John Trowbridge
- 1915–1917 Henry Pickering Walcott
- 1917–1919 Charles Pickering Bowditch
- 1919–1921 Theodore William Richards
- 1921–1924 George Foot Moore
- 1924–1927 Theodore Lyman
- 1927–1931 Edwin Bidwell Wilson
- 1931–1933 Jeremiah D. M. Ford
- 1933–1935 George Howard Parker
- 1935–1937 Roscoe Pound
- 1937–1939 Dugald C. Jackson
- 1939–1944 Harlow Shapley
- 1944–1951 Howard Mumford Jones
- 1951–1954 Edwin Herbert Land
- 1954–1957 John Ely Burchard
- 1957–1961 Kirtley Fletcher Mather
- 1961–1964 Hudson Hoagland
- 1964–1967 Paul A. Freund
- 1967–1971 Talcott Parsons
- 1971–1976 Harvey Brooks
- 1976–1979 Victor Frederick Weisskopf
- 1979–1982 Milton Katz
- 1982–1986 Herman Feshbach
- 1986–1989 Edward Hirsch Levi
- 1989–1994 Leo Leroy Beranek
- 1994–1997 Jaroslav Pelikan
- 1997–2000 Daniel C. Tosteson
- 2000–2001 James O. Freedman
- 2001–2006 Patricia Meyer Spacks
- 2006–2009 Emilio Bizzi
- 2010–2013 Leslie C. Berlowitz
- 2014–2019 Jonathan Fanton
- od 2019 David W. Oxtoby